# René Lucot
 (mai 2025).
Si vous disposez d'ouvrages ou d'articles de référence ou si vous connaissez des sites web de qualité traitant du thème abordé ici, merci de compléter l'article en donnant les références utiles à sa vérifiabilité et en les liant à la section « Notes et références ».
Pour les articles homonymes, voir Lucot.
René Lucot est un réalisateur et scénariste français né le 15 août 1908 à Villers-Cotterêts (Aisne) et mort le 10 octobre 2003 à Septmonts (Aisne).
Il est inhumé au cimetière de Septmonts (Aisne).

## Biographie
René Lucot débute en 1932 comme assistant d'Anatole Litvak dans Cœur de lilas. Ses premiers films sont des courts métrages documentaires (Vive le football, Rodin). Rodin reçoit le Grand Prix du Documentaire 1943. Il commence à travailler à la télévision en 1949 et il a réalisé plus de deux cents émissions, téléfilms et séries télévisées. Passionné de sports, il réalise de nombreux reportages sur le football et l'athlétisme. En 1942, il signe l'adaptation française du film italien La Couronne de fer.

## Filmographie

### comme réalisateur
- 1949 : Les Dieux du dimanche
- 1953 : Sur deux roues (court métrage documentaire)
- 1954 : Fraternité
- 1956 : Rendez-vous à Melbourne
- 1960 : Le Paysan parvenu
- 1961 : La Reine Margot (téléfilm)
- 1961 : Alice vient d'arriver (série Les Français chez vous)
- 1962 : Mesdemoiselles Armande
- 1963 : Le Roi de la fête
- 1963 : Mon oncle Benjamin
- 1964 : Célimare le bien-aimé
- 1964 : Le Théâtre de la jeunesse : Le Magasin d'antiquités d'après Le Magasin d'antiquités de Charles Dickens
- 1964 : Les Aventures de Monsieur Pickwick (série télévisée)
- 1965 : Droit d'asile
- 1966 : Le Théâtre de la jeunesse : Les Deux Nigauds d'après Les Deux Nigauds de la Comtesse de Ségur
- 1967 : La Tête d'un homme
- 1967 : Les Habits noirs (série télévisée)
- 1968 : La Grammaire
- 1970 : L'Hercule sur la place
- 1972 : Les Boussardel (minis-série)
- 1972 : Monsieur Octave (téléfilm)
- 1973 : L'Avare de Molière, mise en scène Jean-Paul Roussillon, Comédie-Française
- 1974 : L'Aquarium
- 1975 : Le Prix
- 1977 : Histoire de la grandeur et de la décadence de César Birotteau (mini-série)
- 1978 : Les Eygletière (feuilleton)
- 1979 : Une fille seule (feuilleton)
- 1979 : Petite Madame (feuilleton dans la collection Les Amours de la Belle Époque)
- 1984 : La Double Inconstance

### comme scénariste
- 1949 : Les Dieux du dimanche

## Publications
- René Lucot, Le grand break, récit de son enfance à Villers-Côtterets (02) pendant la guerre 1914-1918 et la catastrophe ferroviaire de Vierzy , Troesnes, Corps 9 éditions, 1985, 208 p. (ISBN 2-904846-22-0)
- René Lucot, Magic-City, éditions Pierre Bordas et Fils, 1989,  (ISBN 2-86311183-3)

## Vie privée
René Lucot est le père de Hervé Lucot, brutalement décédé dans la catastrophe ferroviaire de Vierzy. Ce drame fit 108 morts. Ceci influença la dernière partie de vie de René Lucot.
René Lucot est également le père de la linguiste et spécialiste de phonétique "Aliette" Lucot(-Sarir), décédée quant à elle dans les années 2010 non loin de son domicile de Paris 1er ou 2e, ancienne collaboratrice d'Alain Rey et de Josette Rey-Debove, aux Dictionnaires Le Robert.
Enfin René Lucot est le père de l"écrivain Hubert Lucot.